# Удовице
Удовице је приградско насељено место града Смедерева у Подунавском округу. Према попису из 2022. има 1764 становника (према попису из 2011. било је 1837 становника).

## Историја
Село лежи југозападно од Смедерева. Удовице су старије насеље. У близини има трагова који указују на врло стара насеља и живот још из римског доба. По предању овде је постојало село Подгорица, из кога је Змај деспот Вук, да би казнио сељаке који су прикрили Албега, покупио 60-70 сељака и погубио их. Како су тада у селу многе жене удовице, због тога је, веле, село прозвано Удовице. Стари људи причају да данашње Удовице нису на месту на коме је било село Подгорица, већ између старе Подгорице и данашњих Удовица, где је постојао манастир који се звао Кокора. Данас се ту виде трагови темеља, као и трагови гробља које је било поред манастира. Ту је данас извор Змајевац.
Удовице се помињу у арачким списковима из првих десетина 19. века и село је имало 1818. године 25 кућа. Године 1846. у селу је била 51 кућа, а по попису из 1921. г имало је 204 куће са 1097 становника. Тадашње породице су у главном били млађи досељеници. Као најстарије сматрају се породице: Симићи старином из „прека“, Стокићи који су дошли из околине Пожаревца,Јанковићи који су дошли из околине Трстеника, Милошевићи чији је прадед Милан дошао из Старе Србије, затим Радосављевићи (Чворугићи) из Мораче, Цветковићи који су дошли од Лесковца, Швабићи и Живковићи. Остали су досељени из околине Прокупља и из Јужне Србије. (подаци крајем 1921. године).

## Демографија
У насељу Удовице живи 1480 пунолетних становника, а просечна старост становништва износи 41,8 година (41,0 код мушкараца и 42,7 код жена). У насељу има 526 домаћинстава, а просечан број чланова по домаћинству је 3,49.
Ово насеље је великим делом насељено Србима (према попису из 2002. године).
|  |

| Демографија | Демографија | Демографија |
| Година      | Становника  | Становника  |
| ----------- | ----------- | ----------- |
| 1948.       | 1.662       |             |
| 1953.       | 1.750       |             |
| 1961.       | 1.853       |             |
| 1971.       | 1.909       |             |
| 1981.       | 1.966       |             |
| 1991.       | 1.960       | 1.880       |
| 2002.       | 2.018       | 2.132       |
| 2011.       | 1.837       |             |
| 2022.       | 1.764       |             |

| Етнички састав према попису из 2002.‍ | Етнички састав према попису из 2002.‍ | Етнички састав према попису из 2002.‍ | Етнички састав према попису из 2002.‍ | Етнички састав према попису из 2002.‍ |
| ------------------------------------ | ------------------------------------ | ------------------------------------ | ------------------------------------ | ------------------------------------ |
|                                      |                                      |                                      |                                      |                                      |
| Срби                                 | Срби                                 |                                      | 1.967                                | 97,47%                               |
| Македонци                            | Македонци                            |                                      | 4                                    | 0,19%                                |
| Црногорци                            | Црногорци                            |                                      | 2                                    | 0,09%                                |
| Хрвати                               | Хрвати                               |                                      | 2                                    | 0,09%                                |
| Словаци                              | Словаци                              |                                      | 1                                    | 0,04%                                |
| Бугари                               | Бугари                               |                                      | 1                                    | 0,04%                                |
| непознато                            | непознато                            |                                      | 26                                   | 1,28%                                |

| \| \| м \| \| \| ж \| \| ? \| 0 \| \| \| 1 \| \| 80+ \| 22 \| \| \| 24 \| \| 75—79 \| 30 \| \| \| 43 \| \| 70—74 \| 45 \| \| \| 53 \| \| 65—69 \| 53 \| \| \| 60 \| \| 60—64 \| 52 \| \| \| 58 \| \| 55—59 \| 43 \| \| \| 52 \| \| 50—54 \| 95 \| \| \| 76 \| \| 45—49 \| 98 \| \| \| 83 \| \| 40—44 \| 72 \| \| \| 71 \| \| 35—39 \| 52 \| \| \| 60 \| \| 30—34 \| 64 \| \| \| 44 \| \| 25—29 \| 80 \| \| \| 75 \| \| 20—24 \| 70 \| \| \| 61 \| \| 15—19 \| 66 \| \| \| 76 \| \| 10—14 \| 46 \| \| \| 45 \| \| 5—9 \| 70 \| \| \| 63 \| \| 0—4 \| 64 \| \| \| 51 \| \| Просек : \| 38,7 \| \| \| 40,6 \| |      |  |  |      |
| |      |  |  |      |
| | м    |  |  | ж    |
| ? | 0    |  |  | 1    |
| 80+ | 22   |  |  | 24   |
| 75—79 | 30   |  |  | 43   |
| 70—74 | 45   |  |  | 53   |
| 65—69 | 53   |  |  | 60   |
| 60—64 | 52   |  |  | 58   |
| 55—59 | 43   |  |  | 52   |
| 50—54 | 95   |  |  | 76   |
| 45—49 | 98   |  |  | 83   |
| 40—44 | 72   |  |  | 71   |
| 35—39 | 52   |  |  | 60   |
| 30—34 | 64   |  |  | 44   |
| 25—29 | 80   |  |  | 75   |
| 20—24 | 70   |  |  | 61   |
| 15—19 | 66   |  |  | 76   |
| 10—14 | 46   |  |  | 45   |
| 5—9 | 70   |  |  | 63   |
| 0—4 | 64   |  |  | 51   |
| Просек : | 38,7 |  |  | 40,6 |

| Година пописа     | 1948. | 1953. | 1961. | 1971. | 1981. | 1991. | 2002. |
| ----------------- | ----- | ----- | ----- | ----- | ----- | ----- | ----- |
| Број домаћинстава | 351   | 366   | 456   | 497   | 508   | 513   | 589   |

| Број чланова      | 1  | 2   | 3   | 4   | 5  | 6  | 7  | 8 | 9 | 10 и више | Просек |
| ----------------- | -- | --- | --- | --- | -- | -- | -- | - | - | --------- | ------ |
| Број домаћинстава | 85 | 129 | 111 | 115 | 77 | 36 | 21 | 8 | 4 | 3         | 3,43   |

| Пол    | Укупно | Неожењен/Неудата | Ожењен/Удата | Удовац/Удовица | Разведен/Разведена | Непознато |
| ------ | ------ | ---------------- | ------------ | -------------- | ------------------ | --------- |
| Мушки  | 842    | 211              | 528          | 59             | 39                 | 5         |
| Женски | 837    | 136              | 534          | 137            | 27                 | 3         |
| УКУПНО | 1.679  | 347              | 1.062        | 196            | 66                 | 8         |

| Пол    | Укупно                    | Пољопривреда, лов и шумарство | Рибарство                            | Вађење руде и камена | Прерађивачка индустрија       |
| ------ | ------------------------- | ----------------------------- | ------------------------------------ | -------------------- | ----------------------------- |
| Мушки  | 527                       | 231                           | 1                                    | 0                    | 147                           |
| Женски | 222                       | 137                           | 0                                    | 0                    | 15                            |
| Укупно | 749                       | 368                           | 1                                    | 0                    | 162                           |
|        |                           |                               |                                      |                      |                               |
| Пол    | Производња и снабдевање   | Грађевинарство                | Трговина                             | Хотели и ресторани   | Саобраћај, складиштење и везе |
| Мушки  | 1                         | 40                            | 23                                   | 5                    | 18                            |
| Женски | 0                         | 1                             | 19                                   | 3                    | 3                             |
| Укупно | 1                         | 41                            | 42                                   | 8                    | 21                            |
|        |                           |                               |                                      |                      |                               |
| Пол    | Финансијско посредовање   | Некретнине                    | Државна управа и одбрана             | Образовање           | Здравствени и социјални рад   |
| Мушки  | 3                         | 6                             | 8                                    | 7                    | 20                            |
| Женски | 2                         | 6                             | 4                                    | 9                    | 16                            |
| Укупно | 5                         | 12                            | 12                                   | 16                   | 36                            |
|        |                           |                               |                                      |                      |                               |
| Пол    | Остале услужне активности | Приватна домаћинства          | Екстериторијалне организације и тела | Непознато            | Непознато                     |
| Мушки  | 4                         | 0                             | 0                                    | 13                   | 13                            |
| Женски | 2                         | 0                             | 0                                    | 5                    | 5                             |
| Укупно | 6                         | 0                             | 0                                    | 18                   | 18                            |

## Коришћена Литература
- Коришћена Литература:
- Извор Монографија Подунавске области 1812-1927 саставио Др, Владимир Марган бив. Председник Обласног одбора Комесар Обласне Самоуправе, објављено (1927)„Напредак Панчево“
- „Летопис“: Подунавска места и обичаји Марина (Беч 1999).

Летопис период 1812–2009. Саставио од Писаних трагова, Летописа, по предању места у Јужној Србији, места и обичаји настанак села ко су били Досељеници чиме се бавили мештани
- Напомена

У уводном делу аутор је дао кратак историјски преглед овог подручја од праисторијских времена до стварање државе Краљевине Срба, Хрвата и Словенаца. Највећи прилог у овом делу чине ,»Летописи« и трудио се да не пропусти ниједну важну чињеницу у прошлости описиваних места.
Иначе Монографија Подунавске области (Панчево, 1929) коју је саставио др Владимир Марган сачињена је од три дела и представља и данас једно од незаобилазних дела за проучавање Србије и Баната.
Написали су најбољи познаваоци појединих тема и проблема – истакнути историчари, професори универзитета, директори школа, сеоски начелници, економисти, инжињери, социолози, лекари, црквена лица, правници, кустоси и библиотекари. Укупно 61 аутор. 

Стављајући данашњим читаоцима на увид ово дело, које се први пут појављује у овом облику, верујемо да ћемо задовољити већ доста раширен интерес за проучавање прошлости наших насеља.